# عرب‌لر، داغستان
عرب‌لر (به لاتین: Arablyar) یک منطقهٔ مسکونی در روسیه است که در شهرستان کوراخسکی واقع شده‌است.